# 努瓦罗河畔蒙蒂伊
努瓦罗河畔蒙蒂伊（法語：Montilly-sur-Noireau，法語發音：[mɔ̃tiji syʁ nwaʁo] ⓘ）是法国奥恩省的一个市镇，属于阿让唐区。

## 地理
努瓦罗河畔蒙蒂伊（48°48'54"N, 0°34'24"W）面积11.03 平方千米，位于法国诺曼底大区奧恩省，该省份为法国西北部内陆省份，北起顺时针与卡爾瓦多斯省、厄尔省、厄尔-卢瓦省、萨尔特省、马耶讷省和芒什省接壤。
与努瓦罗河畔蒙蒂伊接壤的市镇（或旧市镇、城区）包括：诺曼底地区孔代、阿蒂斯-瓦勒德鲁夫尔、欧比松、卡利尼、圣乔治德格罗塞耶、圣皮埃尔迪勒加尔。

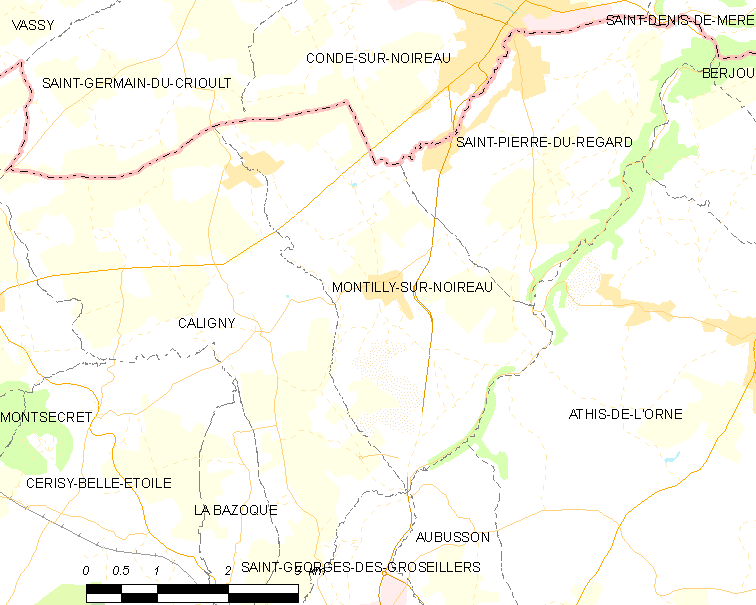
努瓦罗河畔蒙蒂伊的OSM定位图

努瓦罗河畔蒙蒂伊的时区为UTC+01:00、UTC+02:00（夏令时）。

## 行政
努瓦罗河畔蒙蒂伊的邮政编码为61100，INSEE市镇编码为61287。

## 政治
努瓦罗河畔蒙蒂伊所属的省级选区为弗莱尔第二县。

## 人口

1962-2008年间努瓦罗河畔蒙蒂伊人口变化图示

努瓦罗河畔蒙蒂伊于2022年1月1日时的人口数量为719人。